# Exile (Anorexia Nervosa)
Exile è il primo album del gruppo musicale francese di genere symphonic black metal degli Anorexia Nervosa, uscito nel 1997 sotto l'etichetta Season of Mist.

## Tracce
1. Prologue: To Exclude from the Cycle of Generations / Cycle 1: Delusive Complexion - 5:30
2. Sequence 1: Spiritu Fornicationis - 6:36
3. Sequence 2: Say the World That Fall in the Sky - 3:35
4. Sequence 3: The Unveiled Mirror - 2:50
5. Sequence 4: Divert the Necessities of the Body / Cycle 2: Burning Tongue - 1:10
6. Sequence 1: Against the Sail - 1:20
7. Sequence 2: Faith - 3:00
8. Sequence 3: Acclaim New Master - 4:20
9. Sequence 4: First Tasting of Faecal Matter / Cycle 3: Man-Machine - 2:21
10. Sequence 1: Some Miracles of Entrails - 2:47
11. Sequence 2: Spirit of the Valley - 4:45
12. Sequence 3: Flesh Goes Out Without Grace - 6:40
13. Epilogue: Running of Mental Fluids - 0:50